# Tagliaborsa
Tagliaborse is een plaats (frazione geografica) in de Italiaanse gemeente Mascali. De plaats vormt een enclave in de naburige gemeente Giarre. 